# 东方书店
东方书店（東方書店、とうほうしょてん）是一家位于日本东京都的书店，主营中国相关书籍，同时也是一家主要出版中国相关书籍的出版社。该书店是日本国内具有代表性的中国相关图书专营书店，在东京都千代田区神田神保町建有一栋浅灰色外墙的4层楼宇作为总店。另在大阪府吹田市江坂町设有关西分店。
2014年，据人民网记载，东方书店总店拥有约2万册日本出版的中国相关书籍及杂志，约2万册从中国大陆、台湾进口的书籍。

## 历史
1951年东方书店的前身极东书店创业。1966年极东书店的中国部门分离独立出来成立了东方书店。最初创业的目的是推动中日出版文化的交流。书店创办人安井正幸、福岛正和曾与新中国成立之初的政治领导人毛泽东、周恩来等人有过交流。

1956年，极东书店当时的负责人参加了在西德法兰克福举办的图书博览会，期间与中国国际书店（现称中图公司）的总经理相晤，商讨合作。中国国际书店希望进口日本的书籍，而极东书店则希望透过中国进口苏联的书籍。这样互取所求的利益关系成为了东方书店参与中国书籍的出版的契机。书店现时仍与中图公司保持进出口业务合作。
当时，中华人民共和国缺乏与西方世界沟通的方式，东方书店便成为了中国获取外界信息的渠道，支持了其发展与建设。同时，东方书店也成为了面向日本的介绍中国的窗口。
2014年，东方书店当时的社长山田真史因“几十年来持续不断推动中国图书在日本的销售，矢志不渝，积极促进了中日两国人民的交流，为巩固和发展中日友好关系作出了重要贡献”而在人民大会堂获颁第八届中华图书特殊贡献奖。

## 出版物
东方书店的出版部门主营包括汉语、粤语、闽南语、朝鲜语等语言的词典、教科书、参考书，以中国为主题的东方选书，教养启蒙书、专业书等不分门类的图书。

### 杂志《东方》
1975年9月月刊杂志《东方》创刊。虽然《东方》是东方书店的宣传杂志，但其每期内重点刊载中国相关图书的书评以及中国相关的随笔，已经是一部中国相关学术领域的重要媒体。最初，该刊为月刊，后来随着订阅人数的下降而变为隔月刊。2021年，经过该年的6月、7・8月合併号（通巻481号）的发行之后，停止纸质版的刊行。之后，转型为网页版“WEB《東方》”。